# Paul A. Dever
Pour les articles homonymes, voir Dever.
Paul Andrew Dever (15 janvier 1903 - 11 avril 1958) est un homme politique américain. Il a été gouverneur du Massachusetts entre 1949 et 1953.